# Nils Palmborg
Nils Torsten August Gösta Palmborg, född den 30 augusti 1921 i Lund, död 24 maj 2010, var en svensk biblioteksman, författare, översättare och kynolog. Han är bland annat känd som redaktör för utgåvan av Esaias Tegnérs samlade brev.

## Familjebakgrund, utbildning och yrkeskarriär
Nils Palmborg var son till bokhandlaren Gösta Palmborg och dennes hustru Ester Fries. Han avlade studentexamen vid Katedralskolan 1939 och inskrevs samma år vid Lunds universitet. Här blev han filosofie kandidat 1942 och filosofie licentiat 1948. Från 1944 tjänstgjorde han parallellt med studierna vid Universitetsbiblioteket där hans fortsatta karriär fram till pensioneringen skulle äga rum. Han blev amanuens 1949, extra ordinarie bibliotekarie 1951 (efter tidigare kortare förordnanden på denna nivå) och bibliotekarie 1956. 1964 avancerade han till förste bibliotekarie och 1977 till avdelningsdirektör. Han pensionerades 1986. Palmborg är gravsatt i minneslunden på Norra kyrkogården i Lund.

## Litterär verksamhet
Palmborgs mest omfattande litterära gärning var den som redaktör för den samlade utgåva av Esaias Tegnérs brev som utgavs i tio band (omfattande 2484 brev) samt ett supplement- och registerband 1953–1976. I anslutning till detta redaktörskap publicerade han också åtskilliga uppsatser och artiklar kring Tegnér.
Utöver Tegnér ägnade Palmborg stort intresse åt författaren Axel Wallengren ("Falstaff, fakir"). Tillsammans med K. Arne Blom och Bertil Romberg var han initiativtagare till Fakirensällskapets grundande 1982, och var under många år redaktör för sällskapets skriftserie Fakirenstudier. Han utarbetade även en tryckt bibliografi över Wallengrens samlade litterära produktion samt utgav en kommenterad utgåva av dennes artiklar som Aftonbladets korrespondent i Berlin.
Palmborg utgav också ett stort antal böcker om staden Lund. Han var vidare en framstående kynolog och publicerade ett flertal böcker om hundar, samt var under en period vice ordförande i Svenska Kennelklubben.

## Utmärkelser
Nils Palmborgs litteraturhistoriska och publicistiska insatser gjorde honom 1982 till filosofie hedersdoktor vid Lunds universitet. Han erhöll vidare Lengertz litteraturpris 1986 och Lunds kommuns kulturpris 1990. Han var hedersledamot i såväl Lunds nation som i Fakirensällskapet och i Föreningen Gamla Lund (i vars styrelse han 1984–1988 även satt som Lunds kommuns officiella representant), och fick sin näsa avgjuten och uppsatt i Akademiska Föreningens Nasotek 1987.